# Progressione del record mondiale dei 200 m dorso
In vasca corta (25 metri) i record del mondo sono omologati dalla FINA dal 3 marzo 1991.

## Uomini

### Vasca lunga
| #                 | Tempo   | +     | Atleta              | Nazionalità      | Data              | Evento              | Luogo                        | Ref   |
| ----------------- | ------- | ----- | ------------------- | ---------------- | ----------------- | ------------------- | ---------------------------- | ----- |
| 1                 | 3'04"4  |       | Oskar Schiele       | Germania         | 27 giugno 1909    |                     | Berlino, Germania            |       |
| 2                 | 2'59"8  |       | George Arnold       | Germania         | 3 gennaio 1910    |                     | Magdeburgo, Germania         |       |
| 3                 | 2'56"4  |       | Maurice Wechesser   | Belgio           | 18 ottobre 1910   |                     | Schaerbeek, Belgio           |       |
| 4                 | 2'50"6  |       | Hermann Pentz       | Germania         | 11 marzo 1911     |                     | Magdeburgo, Germania         |       |
| 5                 | 2'48"4  |       | Otto Fahr           | Germania         | 3 aprile 1912     |                     | Magdeburgo, Germania         |       |
| 6                 | 2'47"1  |       | Walter Laufer       | Stati Uniti      | 24 giugno 1926    |                     | Brema, Germania              |       |
| 7                 | 2'44"9  |       | Walter Laufer       | Stati Uniti      | 11 luglio 1926    |                     | Norimberga, Germania         |       |
| 8                 | 2'38"8  |       | Walter Laufer       | Stati Uniti      | 13 luglio 1926    |                     | Magdeburgo, Germania         |       |
| 9                 | 2'37"8  |       | Toshio Irie         | Giappone         | 14 ottobre 1928   |                     | Tamagawa, Giappone           |       |
| 10                | 2'32"2  |       | George Kojac        | Stati Uniti      | 16 giugno 1930    |                     | New Haven, Stati Uniti       |       |
| 11                | 2'27"8  |       | Albert van de Weghe | Stati Uniti      | 30 agosto 1934    |                     | Honolulu, Hawaii             |       |
| 12                | 2'24"0  |       | Adolph Kiefer       | Stati Uniti      | 11 aprile 1935    |                     | Chicago, Stati Uniti         |       |
| 13                | 2'23"0  |       | Adolph Kiefer       | Stati Uniti      | 23 maggio 1941    |                     | Honolulu, Hawaii             |       |
| 14                | 2'22"9  |       | Harry Holiday       | Stati Uniti      | 18 maggio 1943    |                     | Detroit, Stati Uniti         |       |
| 15                | 2'19"3  |       | Adolph Kiefer       | Stati Uniti      | 4 marzo 1944      |                     | Annapolis, Stati Uniti       |       |
| 16                | 2'18"5  |       | Allen Stack         | Stati Uniti      | 4 maggio 1949     |                     | New Haven, Stati Uniti       |       |
| 17                | 2'18"3  |       | Gilbert Bozon       | Francia          | 26 giugno 1953    |                     | Algeri, Algeria              |       |
| Nuovo regolamento |         |       |                     |                  |                   |                     |                              |       |
| 18                | 2'18"8  |       | John Monckton       | Australia        | 15 gennaio 1958   |                     | Sydney, Australia            |       |
| 19                | 2'18"4  |       | John Monckton       | Australia        | 18 febbraio 1958  |                     | Melbourne, Australia         |       |
| 20                | 2'17"9  |       | Frank Mckinney      | Stati Uniti      | 12 luglio 1959    |                     | Los Altos, Stati Uniti       |       |
| 21                | 2'17"8  |       | Frank Mckinney      | Stati Uniti      | 25 luglio 1959    |                     | Osaka, Giappone              |       |
| 22                | 2'17"6  |       | Chuck Bittick       | Stati Uniti      | 26 giugno 1960    |                     | Los Angeles, Stati Uniti     |       |
| 23                | 2'16"0  |       | Tom Stock           | Stati Uniti      | 24 luglio 1960    |                     | Toledo, Stati Uniti          |       |
| 24                | 2'13"2  |       | Tom Stock           | Stati Uniti      | 7 febbraio 1961   |                     | Chicago, Stati Uniti         |       |
| 25                | 2'11"5  |       | Tom Stock           | Stati Uniti      | 20 agosto 1961    |                     | Los Angeles, Stati Uniti     |       |
| 26                | 2'10"9  |       | Tom Stock           | Stati Uniti      | 10 agosto 1962    |                     | Cuyahoga Falls, Stati Uniti  |       |
| 27                | 2'10"3  |       | Jed Graef           | Stati Uniti      | 13 ottobre 1964   | Giochi olimpici     | Tokyo, Giappone              |       |
| 28                | 2'09"4  |       | Charles Hickcox     | Stati Uniti      | 29 agosto 1967    |                     | Tokyo, Giappone              |       |
| 29                | 2'07"9  |       | Roland Matthes      | Germania Est     | 8 novembre 1967   |                     | Lipsia, Germania Est         |       |
| 30                | 2'07"5  |       | Roland Matthes      | Germania Est     | 14 agosto 1968    |                     | Lipsia, Germania Est         |       |
| 31                | 2'07"4  |       | Roland Matthes      | Germania Est     | 12 luglio 1969    |                     | Santa Clara, Stati Uniti     |       |
| 32                | 2'06"6  |       | Gary Hall Sr.       | Stati Uniti      | 14 agosto 1969    |                     | Louisville, Stati Uniti      |       |
| 33                | 2'06"4  |       | Roland Matthes      | Germania Est     | 29 agosto 1969    |                     | Berlino Est, Germania Est    |       |
| 34                | 2'06"3  |       | Mike Stamm          | Stati Uniti      | 20 agosto 1970    |                     | Los Angeles, Stati Uniti     |       |
| 35                | 2'06"1  |       | Roland Matthes      | Germania Est     | 11 settembre 1970 | Campionati europei  | Barcellona, Spagna           |       |
| 36                | 2'05"6  |       | Roland Matthes      | Germania Est     | 3 settembre 1971  |                     | Lipsia, Germania Est         |       |
| 37                | 2'02"8  |       | Roland Matthes      | Germania Est     | 10 luglio 1972    |                     | Lipsia, Germania Est         |       |
| 38                | 2'02"82 |       | Roland Matthes      | Germania Est     | 2 settembre 1972  | Giochi olimpici     | Monaco, Germania Ovest       |       |
| 39                | 2'01"87 |       | Roland Matthes      | Germania Est     | 6 settembre 1973  | Campionati mondiali | Belgrado, Jugoslavia         |       |
| 40                | 2'00"64 |       | John Naber          | Stati Uniti      | 19 giugno 1976    |                     | Long Beach, Stati Uniti      |       |
| 41                | 1'59"19 |       | John Naber          | Stati Uniti      | 24 luglio 1976    |                     | Montréal, Canada             |       |
| 42                | 1'58"93 |       | Rick Carey          | Stati Uniti      | 3 agosto 1983     |                     | Clovis, Stati Uniti          |       |
| 43                | 1'58"86 |       | Rick Carey          | Stati Uniti      | 27 giugno 1984    |                     | Indianapolis, Stati Uniti    |       |
| 44                | 1'58"41 |       | Sergej Zabolotnov   | Unione Sovietica | 21 agosto 1984    |                     | Mosca, Unione Sovietica      |       |
| 45                | 1'58"14 |       | Igor' Poljanskij    | Unione Sovietica | 3 marzo 1985      |                     | Erfurt, Germania Est         |       |
| Nuovo regolamento |         |       |                     |                  |                   |                     |                              |       |
| 46                | 1'57"30 |       | Martín López-Zubero | Spagna           | 13 agosto 1991    |                     | Fort Lauderdale, Stati Uniti |       |
| 47                | 1'56"57 |       | Martín López-Zubero | Spagna           | 23 novembre 1991  |                     | Tuscaloosa, Stati Uniti      |       |
| 48                | 1'55"87 |       | Lenny Krayzelburg   | Stati Uniti      | 27 agosto 1999    |                     | Sydney, Australia            |       |
| 49                | 1'55"15 |       | Aaron Peirsol       | Stati Uniti      | 20 marzo 2002     |                     | Minneapolis, Stati Uniti     |       |
| 50                | 1'54"74 |       | Aaron Peirsol       | Stati Uniti      | 12 luglio 2004    |                     | Long Beach, Stati Uniti      |       |
| 51                | 1'54"66 |       | Aaron Peirsol       | Stati Uniti      | 29 luglio 2005    | Campionati mondiali | Montréal, Canada             |       |
| 52                | 1'54"44 |       | Aaron Peirsol       | Stati Uniti      | 19 agosto 2006    |                     | Victoria, Canada             |       |
| 53                | 1'54"32 |       | Ryan Lochte         | Stati Uniti      | 30 marzo 2007     | Campionati mondiali | Melbourne, Australia         |       |
| 53 =              | 1'54"32 |       | Aaron Peirsol       | Stati Uniti      | 4 luglio 2008     |                     | Omaha, Stati Uniti           |       |
| 54                | 1'53"94 |       | Ryan Lochte         | Stati Uniti      | 15 agosto 2008    | Giochi olimpici     | Pechino, Cina                |       |
| -                 | 1'52"86 | [ 2 ] | Ryōsuke Irie        | Giappone         | 10 maggio 2009    |                     | Canberra, Australia          |       |
| 55                | 1'53"08 |       | Aaron Peirsol       | Stati Uniti      | 11 luglio 2009    |                     | Indianapolis, Stati Uniti    |       |
| 56                | 1'51"92 |       | Aaron Peirsol       | Stati Uniti      | 31 luglio 2009    | Campionati mondiali | Roma, Italia                 | [ 3 ] |

Legenda: Ref - Referto della gara;
Record non ottenuti in finale: (b) - batteria; (sf) - semifinale; (s) - staffetta prima frazione.

### Vasca corta
| #   | Tempo   | + | Atleta              | Nazionalità | Data             | Evento                           | Luogo                     | Ref   |
| --- | ------- | - | ------------------- | ----------- | ---------------- | -------------------------------- | ------------------------- | ----- |
| 1   | 1'52"51 |   | Martín López-Zubero | Spagna      | 10 aprile 1991   |                                  | Gainesville, Stati Uniti  |       |
| 2   | 1'52"47 |   | Lenny Krayzelburg   | Stati Uniti | 18 novembre 1999 |                                  | Washington, Stati Uniti   |       |
| 3   | 1'52"43 |   | Lenny Krayzelburg   | Stati Uniti | 6 febbraio 2000  | Coppa del Mondo                  | Berlino, Germania         |       |
| 4   | 1'51"62 |   | Matt Welsh          | Australia   | 13 ottobre 2000  |                                  | Melbourne, Australia      |       |
| 4 = | 1'51"62 |   | Gordan Kožulj       | Croazia     | 21 gennaio 2001  | Coppa del Mondo                  | Berlino, Germania         |       |
| 5   | 1'51"17 |   | Aaron Peirsol       | Stati Uniti | 7 aprile 2002    | Campionati mondiali              | Mosca, Russia             |       |
| 6   | 1'50"54 |   | Aaron Peirsol       | Stati Uniti | 28 marzo 2004    |                                  | East Meadow, Stati Uniti  |       |
| 7   | 1'50"52 |   | Aaron Peirsol       | Stati Uniti | 11 ottobre 2004  | Campionati mondiali              | Indianapolis, Stati Uniti |       |
| 8   | 1'50"43 |   | Markus Rogan        | Austria     | 8 dicembre 2005  | Campionati europei               | Trieste, Italia           |       |
| 9   | 1'49"05 |   | Ryan Lochte         | Stati Uniti | 9 aprile 2006    | Campionati mondiali              | Shanghai, Cina            |       |
| 10  | 1'47"84 |   | Markus Rogan        | Austria     | 13 aprile 2008   | Campionati mondiali              | Manchester, Regno Unito   |       |
| 11  | 1'47"08 |   | George Du Rand      | Sudafrica   | 7 novembre 2009  | Coppa del Mondo                  | Mosca, Russia             |       |
| 12  | 1'46"11 |   | Arkadij Vjatčanin   | Russia      | 15 novembre 2009 | Coppa del Mondo                  | Berlino, Germania         |       |
| 13  | 1'45"63 |   | Mitch Larkin        | Australia   | 27 novembre 2015 | Campionati australiani invernali | Sydney, Australia         | [ 4 ] |

Legenda: Ref - Referto della gara;
Record non ottenuti in finale: (b) - batteria; (sf) - semifinale; (s) - staffetta prima frazione.

## Donne

### Vasca lunga
| #                 | Tempo   | +     | Atleta              | Nazionalità   | Data              | Evento                  | Luogo                         | Ref   |
| ----------------- | ------- | ----- | ------------------- | ------------- | ----------------- | ----------------------- | ----------------------------- | ----- |
| 1                 | 3'06"8  |       | Sybil Bauer         | Stati Uniti   | 4 luglio 1922     |                         | Brighton Beach, Stati Uniti   |       |
| 2                 | 3'03"8  |       | Sybil Bauer         | Stati Uniti   | 9 febbraio 1924   |                         | Miami, Stati Uniti            |       |
| 3                 | 2'59"2  |       | Marie Braun         | Paesi Bassi   | 24 novembre 1928  |                         | Bruxelles, Belgio             |       |
| 4                 | 2'58"8  |       | Eleanor Holm        | Stati Uniti   | 1º febbraio 1930  |                         | Buffalo, Stati Uniti          |       |
| 5                 | 2'58"2  |       | Eleanor Holm        | Stati Uniti   | 1º marzo 1930     |                         | New York, Stati Uniti         |       |
| 6                 | 2'50"4  |       | Phyllis Harding     | Gran Bretagna | 19 settembre 1932 |                         | Wallasey, Regno Unito         |       |
| 7                 | 2'49"6  |       | Rie Mastenbroek     | Paesi Bassi   | 20 gennaio 1935   |                         | Amsterdam, Paesi Bassi        |       |
| 8                 | 2'48"7  |       | Eleanor Holm        | Stati Uniti   | 3 marzo 1936      |                         | Toledo, Stati Uniti           |       |
| 9                 | 2'44"6  |       | Nida Senff          | Paesi Bassi   | 2 febbraio 1937   |                         | Amsterdam, Paesi Bassi        |       |
| 10                | 2'41"3  |       | Ragnhild Hveger     | Danimarca     | 14 febbraio 1937  |                         | Aarhus, Danimarca             |       |
| 11                | 2'41"0  |       | Cor Kint            | Paesi Bassi   | 17 aprile 1938    |                         | Aarhus, Danimarca             |       |
| 12                | 2'40"6  |       | Iet van Feggelen    | Paesi Bassi   | 26 ottobre 1938   |                         | Düsseldorf, Germania          |       |
| 13                | 2'39"0  |       | Iet van Feggelen    | Paesi Bassi   | 18 dicembre 1938  |                         | Amsterdam, Paesi Bassi        |       |
| 14                | 2'38"8  |       | Cor Kint            | Paesi Bassi   | 29 novembre 1939  |                         | Rotterdam, Paesi Bassi        |       |
| 15                | 2'35"3  |       | Geertje Wielema     | Paesi Bassi   | 2 aprile 1950     |                         | Hilversum, Paesi Bassi        |       |
| Nuovo regolamento |         |       |                     |               |                   |                         |                               |       |
| 16                | 2'39"9  | [ 5 ] | Phillipa Gould      | Nuova Zelanda | 16 gennaio 1957   |                         | Auckland, Nuova Zelanda       |       |
| 17                | 2'38"5  | [ 5 ] | Lenie de Nijs       | Paesi Bassi   | 17 maggio 1957    |                         | Blackpool, Regno Unito        |       |
| 18                | 2'37"4  | [ 5 ] | Chris von Saltza    | Stati Uniti   | 1º agosto 1958    |                         | Topeka, Stati Uniti           |       |
| 19                | 2'37"1  |       | Satoko Tanaka       | Giappone      | 12 luglio 1959    |                         | Tokyo, Giappone               |       |
| 20                | 2'34"8  |       | Satoko Tanaka       | Giappone      | 2 aprile 1960     |                         | Tokyo, Giappone               |       |
| 21                | 2'33"5  |       | Lynn Burke          | Stati Uniti   | 15 luglio 1960    |                         | Indianapolis, Stati Uniti     |       |
| 22                | 2'33"3  |       | Satoko Tanaka       | Giappone      | 23 luglio 1960    |                         | Tokyo, Giappone               |       |
| 23                | 2'33"2  |       | Satoko Tanaka       | Giappone      | 30 luglio 1961    |                         | Tokyo, Giappone               |       |
| 24                | 2'32"1  |       | Satoko Tanaka       | Giappone      | 3 giugno 1962     |                         | Beppu, Giappone               |       |
| 25                | 2'31"6  |       | Satoko Tanaka       | Giappone      | 29 luglio 1962    |                         | Osaka, Giappone               |       |
| 26                | 2'29"6  | [ 5 ] | Satoko Tanaka       | Giappone      | 10 febbraio 1963  |                         | Sydney, Australia             |       |
| 27                | 2'28"9  |       | Satoko Tanaka       | Giappone      | 18 febbraio 1963  |                         | Perth, Australia              |       |
| 28                | 2'28"5  |       | Satoko Tanaka       | Giappone      | 21 febbraio 1963  |                         | Perth, Australia              |       |
| 29                | 2'28"2  |       | Satoko Tanaka       | Giappone      | 4 agosto 1963     |                         | Tokyo, Giappone               |       |
| 30                | 2'27"4  |       | Cathy Ferguson      | Stati Uniti   | 28 settembre 1964 |                         | Los Angeles, Stati Uniti      |       |
| 31                | 2'27"1  |       | Karen Muir          | Sudafrica     | 25 luglio 1966    |                         | Béziers, Francia              |       |
| 32                | 2'26"4  |       | Karen Muir          | Sudafrica     | 18 agosto 1966    |                         | Lincoln, Stati Uniti          |       |
| 33                | 2'24"4  |       | Elaine Tanner       | Canada        | 26 luglio 1967    |                         | Winnipeg, Canada              |       |
| 34                | 2'24"1  | [ 5 ] | Karen Muir          | Sudafrica     | 6 gennaio 1968    |                         | Kimberley, Sudafrica          |       |
| 35                | 2'23"8  |       | Karen Muir          | Sudafrica     | 21 luglio 1968    |                         | Los Angeles, Stati Uniti      |       |
| 36                | 2'21"5  |       | Sue Atwood          | Stati Uniti   | 14 agosto 1969    |                         | Louisville, Stati Uniti       |       |
| 37                | 2'20"64 |       | Melissa Belote      | Stati Uniti   | 5 agosto 1972     |                         | Chicago, Stati Uniti          |       |
| 38                | 2'20"58 | b     | Melissa Belote      | Stati Uniti   | 4 settembre 1972  | Giochi olimpici         | Monaco, Germania Ovest        |       |
| 39                | 2'19"19 |       | Melissa Belote      | Stati Uniti   | 4 settembre 1972  | Giochi olimpici         | Monaco, Germania Ovest        |       |
| 40                | 2'18"41 |       | Ulrike Richter      | Germania Est  | 7 luglio 1974     |                         | Rostock, Germania Est         |       |
| 41                | 2'17"35 |       | Ulrike Richter      | Germania Est  | 25 agosto 1974    | Campionati europei      | Vienna, Austria               |       |
| 42                | 2'16"33 |       | Nancy Garapick      | Canada        | 27 aprile 1975    |                         | Brantford, Canada             |       |
| 43                | 2'16"10 |       | Birgit Treiber      | Germania Est  | 6 giugno 1975     |                         | Wittenberg, Germania Est      |       |
| 44                | 2'15"46 |       | Birgit Treiber      | Germania Est  | 27 luglio 1975    | Campionati mondiali     | Cali, Colombia                |       |
| 45                | 2'14"41 |       | Antje Stille        | Germania Est  | 29 febbraio 1976  |                         | Berlino Est, Germania Est     |       |
| 46                | 2'13"50 |       | Antje Stille        | Germania Est  | 13 marzo 1976     |                         | Tallinn, Unione Sovietica     |       |
| 47                | 2'12"47 |       | Birgit Treiber      | Germania Est  | 4 giugno 1976     |                         | Berlino Est, Germania Est     |       |
| 48                | 2'11"93 |       | Linda Jezek         | Stati Uniti   | 28 agosto 1978    | Campionati mondiali     | Berlino Ovest, Germania Ovest |       |
| 49                | 2'11"77 |       | Rica Reinisch       | Germania Est  | 27 luglio 1980    |                         | Mosca, Unione Sovietica       |       |
| 50                | 2'09"91 |       | Cornelia Sirch      | Germania Est  | 8 agosto 1982     | Campionati mondiali     | Guayaquil, Ecuador            |       |
| 51                | 2'08"60 |       | Betsy Mitchell      | Stati Uniti   | 27 giugno 1986    | Trials mondiali USA     | Orlando, Stati Uniti          |       |
| Nuovo regolamento |         |       |                     |               |                   |                         |                               |       |
| 52                | 2'06"62 |       | Krisztina Egerszegi | Ungheria      | 25 agosto 1991    | Campionati europei      | Atene, Grecia                 |       |
| 53                | 2'06"39 |       | Kirsty Coventry     | Zimbabwe      | 16 febbraio 2008  | USA Grand Prix          | Columbia, Stati Uniti         |       |
| 54                | 2'06"09 |       | Margaret Hoelzer    | Stati Uniti   | 5 luglio 2008     | Trials olimpici USA     | Omaha, Stati Uniti            |       |
| 55                | 2'05"24 |       | Kirsty Coventry     | Zimbabwe      | 16 agosto 2008    | Giochi olimpici         | Pechino, Cina                 |       |
| 56                | 2'04"81 |       | Kirsty Coventry     | Zimbabwe      | 1º agosto 2009    | Campionati mondiali     | Roma, Italia                  |       |
| 57                | 2'04"06 |       | Missy Franklin      | Stati Uniti   | 3 agosto 2012     | Giochi olimpici         | Londra, Regno Unito           | [ 6 ] |
| 58                | 2’03”35 | sf    | Regan Smith         | Stati Uniti   | 26 luglio 2019    | Campionati mondiali     | Gwangju, Corea del Sud        |       |
| 59                | 2'03"14 |       | Kaylee McKeown      | Australia     | 10 marzo 2023     | NSW State Championships | Sydney, Australia             | [ 7 ] |

Legenda: Ref - Referto della gara;
Record non ottenuti in finale: (b) - batteria; (sf) - semifinale; (s) - staffetta prima frazione.

### Vasca corta
| #  | Tempo   | + | Atleta            | Nazionalità   | Data             | Evento                    | Luogo                    | Ref    |
| -- | ------- | - | ----------------- | ------------- | ---------------- | ------------------------- | ------------------------ | ------ |
| 1  | 2'06"09 |   | He Cihong         | Cina          | 5 dicembre 1993  | Campionati mondiali       | Palma di Maiorca, Spagna |        |
| 2  | 2'05"83 |   | Clementine Stoney | Australia     | 5 agosto 2001    | Campionati australiani    | Perth, Australia         |        |
| 3  | 2'04"44 |   | Sarah Price       | Gran Bretagna | 5 agosto 2001    | Campionati australiani    | Perth, Australia         |        |
| 4  | 2'03"62 |   | Natalie Coughlin  | Stati Uniti   | 27 novembre 2001 | Coppa del Mondo           | East Meadow, Stati Uniti |        |
| 5  | 2'03"24 |   | Reiko Nakamura    | Giappone      | 23 febbraio 2008 | Open giapponese           | Tokyo, Giappone          |        |
| 6  | 2'00"91 |   | Kirsty Coventry   | Zimbabwe      | 11 aprile 2008   | Campionati mondiali       | Manchester, Regno Unito  | [ 8 ]  |
| 7  | 2'00"18 |   | Shiho Sakai       | Giappone      | 14 novembre 2009 | Coppa del Mondo           | Berlino, Germania        |        |
| 8  | 2'00"03 |   | Missy Franklin    | Stati Uniti   | 22 ottobre 2011  | Coppa del Mondo           | Berlino, Germania        |        |
| 9  | 1'59"23 |   | Katinka Hosszú    | Ungheria      | 5 dicembre 2014  | Campionati mondiali       | Doha, Qatar              | [ 9 ]  |
| 10 | 1'58"94 |   | Kaylee McKeown    | Australia     | 28 novembre 2020 | Virtual Short Course 2020 | Brisbane, Australia      | [ 10 ] |
| 11 | 1'58"83 |   | Regan Smith       | Stati Uniti   | 2 novembre 2024  | Coppa del Mondo           | Singapore                | [ 11 ] |
| 12 | 1'58"04 |   | Regan Smith       | Stati Uniti   | 15 dicembre 2024 | Campionati mondiali       | Budapest, Ungheria       | [ 12 ] |

Legenda: Ref - Referto della gara;
Record non ottenuti in finale: (b) - batteria; (sf) - semifinale; (s) - staffetta prima frazione.